# Burgruine Dürnstein (Niederösterreich)
Die Burgruine Dürnstein ist eine Burgruine in der Wachau oberhalb des Ortes Dürnstein in Österreich.

## Geschichte

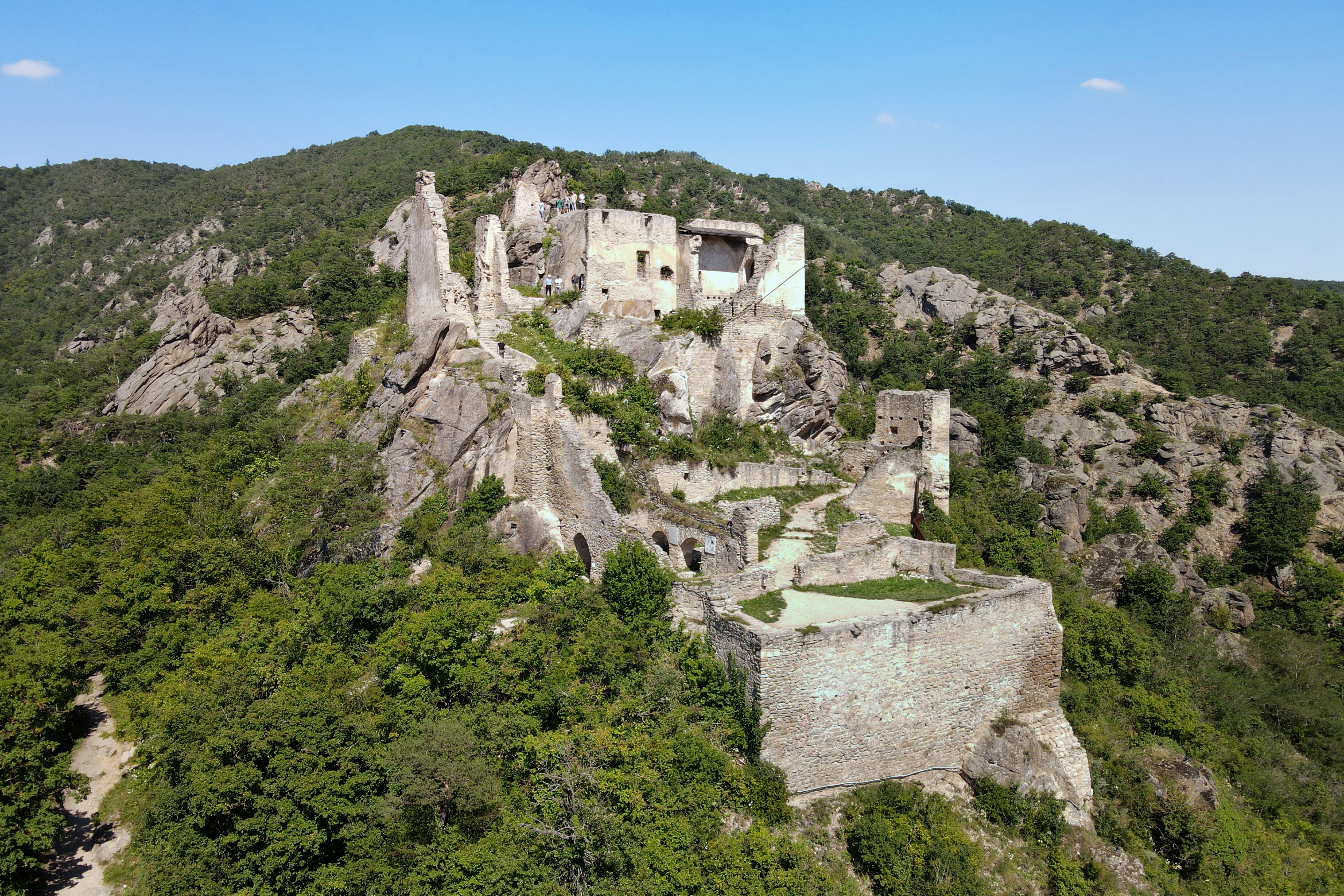
Luftaufnahme der Burgruine

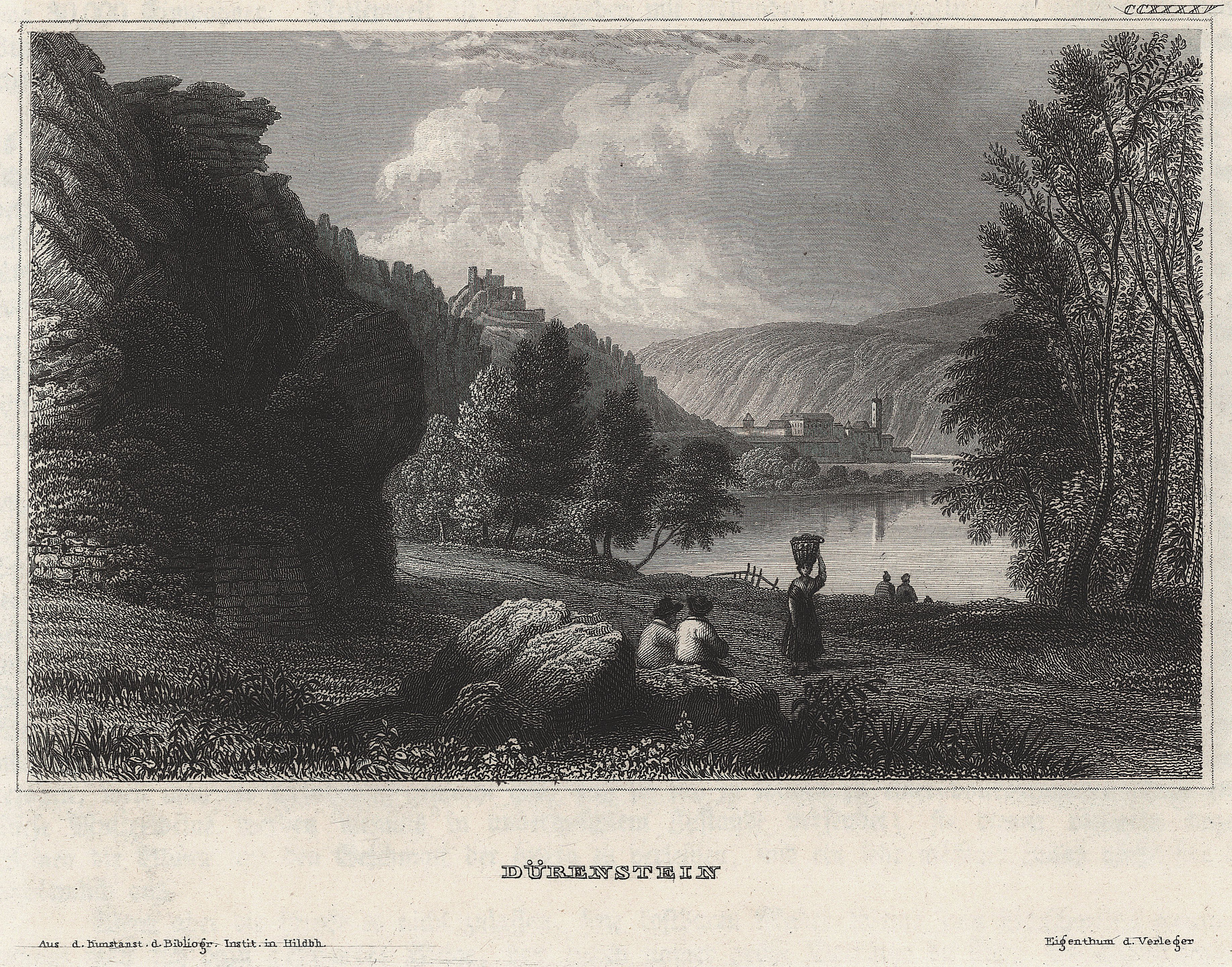
Blick auf den Dürnstein um 1839

Die Felsenburg wurde von den Kuenringern Mitte des 12. Jahrhunderts erbaut. Azzo von Gobatsburg, Stammvater der Kuenringer, erwarb das Gebiet um die Burg vom Kloster Tegernsee. Sein Enkel Hadmar I. erbaute die Burg. Die Stadt Dürnstein und die Burg sind durch eine Wehrmauer, eine verlängerte Stadtmauer, verbunden. Oberhalb der Kapelle lag einst der innere Burghof, darin ein mächtiger Felsblock mit ausgehauenem Felskeller. 1158 erscheint erstmals ein Rittergeschlecht mit dem Namen Dürnstein als Lehensträger der Herren von Kuenring. Es ist der Beginn der Herrschaft der Kuenringer und sie beginnen mit der Errichtung der Feste Dürnstein um etwa 1100.
Bekannt ist die Burg, da der englische König Richard Löwenherz, der vom dritten Kreuzzug heimkehrte, von Dezember 1192 bis März 1193 auf Initiative von Herzog Leopold V. unter Hadmar II. in Dürnstein oder einer Nebenburg in ritterlicher Haft gefangen gehalten und dann an den deutschen Kaiser Heinrich VI. ausgeliefert wurde. 
Im Jahr 1306 wurde erstmals eine Burgkapelle erwähnt, geweiht dem Evangelisten Johannes. 1588 wurde das Burgschloss durch Streun von Schwarzenau als Festung wiederhergestellt.
1355 endet mit dem Aussterben der Dürnsteiner Linie die Herrschaft der Kuenringer in der Wachau. Von den Erben erwirbt Herzog Albrecht II. Dünstein, das meist von landesfürstlichen Pflegern verwaltet wird.
1476 verleiht Kaiser Friedrich III. der Stadt Dürnstein einen Wappenbrief. Das Wappen zeigt die Stadt Dürnstein, überragt durch die Burganlage.
1573 belehnt Kaiser Maximilian II. den Hofkammerpräsidenten Reichard Streun von Schwarzenau mit Dürnstein. Danach gelangt Dürnstein an die Herren von Zelking (1622), an die Zinzendorfer (1634) und 1663 schließlich an die Grafen – später Fürsten – Starhemberg.
1588 wird das Burgschloss durch Reichard Streun von Schwarzenau als Festung wiederhergestellt.
1645 eroberten die Schweden in der Endphase des Dreißigjährigen Kriegs unter Lennart Torstensson auch Dürnstein. Bei ihrem Abzug sprengten die Schweden die Toranlage der Burg.
1662 war die Burg nicht mehr bewohnt, hätte aber wieder instand gesetzt werden können. Ein Jahr später schien „Dürnstein Schloss“ unter den Zufluchtsorten in der Türkengefahr auf. 1679 war das Burghaus endgültig nicht mehr bewohnbar und ab nun dem Verfall preisgegeben.
1882 wurde die Starhembergwarte oberhalb von Dürnstein errichtet. Fürst Camillo Starhemberg ließ den Zugangsweg auf eigene Kosten anlegen. Dieser Weg ist heute Bestandteil des Welterbesteigs Wachau.
Neben der Burgruine liegt der älteste Klettergarten der Wachau, der Klettergarten Dürnstein.